# La noche de los dos
«La noche de los dos» es el sexto sencillo oficial que se desprende del álbum Prestige del cantante puertorriqueño Daddy Yankee, dicho sencillo fue grabado junto a la española Natalia Jiménez exintegrante de la agrupación La Quinta Estación.

“Lo que muestra (el video) es una historia muy sexy; pasa todo en una discoteca,es algo sexy y divertido"
describe Natalia.

El estreno del video oficial del tema fue el 14 de junio de 2013.
En el material, dirigido por Jessy Terrero, Daddy y Natalia bailan en un centro nocturno e invitan a seguir la fiesta con sus sensuales movimientos.